# Rich Yonakor
Richard Robert "Rich" Yonakor (Euclid, Ohio, 3 de octubre de 1958) es un exjugador de baloncesto estadounidense que jugó una temporada en la NBA, además de hacerlo en la CBA y en la liga italiana. Con 2.06 metros de estatura, jugaba en la posición de ala-pívot.

## Trayectoria deportiva

### Universidad
Jugó durante cuatro temporadas con los Tar Heels de la Universidad de Carolina del Norte en Chapel Hill, en las que promedió 5,4 puntos y 3,7 rebotes por partido.

### Profesional
Fue elegido en la sexagésimo primera posición del Draft de la NBA de 1980 por San Antonio Spurs, pero no entró en el equipo, marchándose a jugar a la Serie A2 italiana, al Libertas Brindisi, donde estuvo una temporada en la que promedió 15,3 puntos y 10,4 rebotes por partido.
Al año siguiente regresó a su país, jugando con los Montana Golden Nuggets de la CBA hasta que en marzo de 1982 firma por 10 días con San Antonio Spurs, renovando hasta final de temporada, con los que disputó 10 partidos de la temporada regular además de los playoffs, promediando 3,3 puntos y 2,7 rebotes.

## Estadísticas de su carrera en la NBA

### Temporada regular
| Temporada | Edad | Equipo            | Liga | P  | TIT | MIN | TC  | TCA | %TC  | 3P  | 3PA | %3P | TL  | TLA | %TL  | R.OF. | R.DEF. | REB | ASIS | ROB | TAP | PER | FP  | PTS |
| 1981-82   | 23   | San Antonio Spurs | NBA  | 10 | 0   | 7.0 | 1.4 | 2.6 | .538 | 0.0 | 0.0 |     | 0.5 | 0.7 | .714 | 1.3   | 1.4    | 2.7 | 0.3  | 0.1 | 0.2 | 0.2 | 0.7 | 3.3 |
| Total     |      |                   | NBA  | 10 | 0   | 7.0 | 1.4 | 2.6 | .538 | 0.0 | 0.0 |     | 0.5 | 0.7 | .714 | 1.3   | 1.4    | 2.7 | 0.3  | 0.1 | 0.2 | 0.2 | 0.7 | 3.3 |

### Playoffs
| Temporada | Edad | Equipo            | Liga | P | TIT | MIN | TC  | TCA | %TC  | 3P  | 3PA | %3P | TL  | TLA | %TL | R.OF. | R.DEF. | REB | ASIS | ROB | TAP | PER | FP  | PTS |
| 1981-82   | 23   | San Antonio Spurs | NBA  | 2 |     | 2.0 | 0.5 | 1.0 | .500 | 0.0 | 0.0 |     | 0.0 | 0.0 |     | 0.0   | 0.5    | 0.5 | 0.5  | 0.5 | 0.0 | 0.0 | 0.5 | 1.0 |
| Total     |      |                   | NBA  | 2 |     | 2.0 | 0.5 | 1.0 | .500 | 0.0 | 0.0 |     | 0.0 | 0.0 |     | 0.0   | 0.5    | 0.5 | 0.5  | 0.5 | 0.0 | 0.0 | 0.5 | 1.0 |